# Îles Norwalk
Les îles Norwalk sont une chaîne de plus de 25 îles au milieu de rochers, de récifs et de vasières partiellement submergés le long d'un tronçon de 10 kilomètres et principalement à environ un mile au large des côtes de Norwalk, et du sud-ouest de Westport, dans le Long Island Sound.

## Historique
Les îles sont utilisées pour plusieurs types d'activités récréatives, y compris le camping, la navigation de plaisance, le kayak, la natation, l'observation des oiseaux. La propriété des îles varie, avec environ une demi-douzaine détenues dans des mains privées, certaines appartenant aux gouvernements de Norwalk ou de Westport et certaines faisant partie du Stewart B. McKinney National Wildlife Refuge (en).
Diverses lois protègent les îles, notamment des ordonnances municipales, la Coastal Barrier Resources Act (en), l'administration du National Wildlife Refuge et la Endangered Species Act de 1973 pour l'United States Fish and Wildlife Service et la National Marine Fisheries Service. Par temps clair, les gratte-ciel de Manhattan sont visibles.
Les géologues considèrent généralement que les îles sont des moraines terminales (matériaux laissés par les glaciers)  déposées il y a environ 17 500 ans. Au-dessus de l'eau, les moraines se caractérisent par diverses roches, gravier, sable, limon et argile, parfois triées par vagues. Les îles Captain à Greenwich à l'ouest font partie de la même moraine (mais pas les îles Fish à Darien ), et des parties immergées de la même moraine sont situées entre les îles Norwalk et l'île Charles, au large de Milford, à l'est.
Certains historiens ont émis l'hypothèse que les roches des îles étaient utilisées comme ballast pour les voiliers revenant à New York, où les roches auraient pu être utilisées pour les pavés.

## Loisirs
Aucune eau douce n'est fournie dans aucune des îles.

### Kayak
Les îles sont populaires auprès des kayakistes, certains pagayant depuis New York. Les courants de marée sont doux, le continent est toujours visible et la centrale électrique de l'île de Manresa aide à la navigation.

### Pêche, pêche aux palourdes et chasse
Le bar rayé, le poisson bleu, la douve, la plie, le faux germon, la bonite, la truite et l'aiguillat peuvent être capturés au large des îles. Certains lits de palourdes se trouvent au large des îles.
Pendant la saison de chasse au canard, les chasseurs peuvent chasser sous la ligne moyenne des marées hautes. Le cerf peut être chassé sur les îles privées avec la permission du propriétaire.

### Observation des oiseaux
Les rookeries étaient auparavant sur de nombreuses îles, mais maintenant la plupart se trouvent sur l'île Cockenoe. Des hérons, des aigrettes, des cormorans noirs peuvent y être vus.

## Faune et flore
Les cerfs nagent vers les îles. Les phoques communs sont de plus en plus observés à l'extrémité sud-ouest de l'île Sheffield, bien que les autorités aient demandé aux plaisanciers de rester à au moins 50 mètres d'eux afin de ne pas les déranger (les kayaks sont de la même taille que certains prédateurs de phoques). La Loi sur la protection des mammifères marins interdit de harceler les animaux et fixe des limites quant à la distance pour les observateurs.
La flore comprend les fourrés d'épines, les mûres sauvages, la cerise noire, la douce-amère, les sassafras, le genévrier et le chèvrefeuille.
De nombreux oiseaux se trouvent sur l'île Sheffield et plus qu'ailleurs. L'île Cockenoe est maintenant le plus grand refuge pour les oiseaux, qui sont en déclin sur les autres îles. L' île Sheffield, selon la brochure de l'agence de planification, a un "potentiel de nidification considérable" pour le balbuzard pêcheur, le héron et d'autres espèces migratrices. De nombreux échassiers, oiseaux de rivage, oiseaux chanteurs et sternes vivent sur l'île, y compris la sterne rosée. Des bernaches, des macreuses, des canards noirs et d'autres oiseaux aquatiques se trouvent dans les eaux entourant l'île.

## Les plus grandes îles

### Chimon Island
Avec 24 ha, elle est la plus grande des îles et est située au milieu du groupe et un peu moins d'un mile au sud-est de l'entrée de Norwalk Harbour. L'île fait partie du refuge faunique national Stewart B. McKinney.
Les côtes nord et ouest de l'île sont graveleuses et des rochers sont éparpillés le long des côtes sud et est. Bien que les plaisanciers puissent débarquer sur une plage au  nord-ouest pendant la journée, toute l'année, l'accès au reste de l'île est restreint du 1er avril au 15 août de chaque année (saison de nidification des oiseaux). Aucun camping de nuit n'est autorisé. 41° 03′ 54″ N, 73° 23′ 24″ O .

### Cockenoe Island
L'île est la propriété de l'administration municipale de Westport, l'île (prononcez "kah-KEE-nee") possède presque toutes les colonies d'oiseaux de l'archipel. Des hérons, des aigrettes, des cormorans noirs peuvent être vus sur Cockenoe. Le guano des cormorans, qui laisse certaines roches blanches, est toxique pour les arbres et les tue après que les oiseaux nichent dans un endroit pendant moins d'un an. Le camping de nuit est autorisé par le service de conservation de la ville, mais pour seulement quatre groupes par nuit. 41° 05′ 06″ N, 73° 21′ 18″ O. L'île est nommée d'après l'éminent traducteur indien, Cockenoe (en).
Une des premières rumeurs sur l'île était que William Kidd y avait enterré un trésor. Au XIXe siècle, l'île était une ferme en activité avec une habitation, une grange et du bétail. L'entreprise finit par se transformer en une distillerie de whisky, que le gouvernement fédéral perquisitionna en 1870. Dans les années 1960, The United Illuminating Company (en) envisagea de construire une centrale nucléaire à Cockenoe. En raison des résidents locaux inquiets de la menace, la ville de Westport a acheté l'île pour 200 000 $ en 1967.

### Shea Island
Autrefois appelée "Ram Island", l'île de 18 ha a été rebaptisée d'après Daniel J. Shea (en), récipiendaire de la Medal Of Honor du Congrès de Norwalk décédé pendant la guerre du Vietnam. Propriété du gouvernement de la ville de Norwalk, l'île est située juste au nord-est de l'île Sheffield et à environ 4 km au sud de l'île Manresa.
Avec Grassy Island, Shea est ouverte au public de mai au Jour de Christophe Colomb, et les campeurs avec un permis peuvent passer la nuit. Deux toilettes à énergie solaire sont disponibles en saison, et il y a 16 places de camping. Le rivage entier est jonché de roches et de rochers, ce qui en fait un endroit plus difficile à aborder en bateau. 41° 03′ 34″ N, 73° 24′ 07″ O.

### Sheffield Island
Avec 21 ha, elle est la deuxième plus grande île de l'archipel et la plus au sud, située à environ 1,5 km  de la côte de Norwalk et juste au sud-ouest de l'île Shea. Tout le rivage est parsemé de rochers et de rochers.
De nombreuses espèces d'oiseaux nichent sur l'île, et également l'un des meilleurs endroits pour voir des phoques. Le Maritime Aquarium at Norwalk (en) organise des excursions en bateau autour des îles, y compris une croisière pour voir le feuillage d'automne et une croisière d'hiver pour voir les phoques communs et les anseriformes.
Faisant partie du refuge faunique national Stewart B. McKinney, l'île est contrôlée par l'United States Fish and Wildlife Service, qui la ferme au public la plupart de l'année afin de protéger les zones de nidification des oiseaux. Le public est généralement restreint à la zone autour du phare de Sheffield Island, que la Norwalk Seaport Association entretient, accessible par un sentier créé pour permettre au public un accès contrôlé. En été, l'association organise des visites pour que les gens visitent le phare et y pique-niquent. Le jeudi soir, le Clambake (en) et le vendredi soir, des croisières au coucher du soleil ont lieu. Le phare, construit en 1868, était une aide à la navigation jusque vers 1900. 41° 03′ 07″ N, 73° 24′ 54″ O.

## Petites îles
- Betts Island : Propriété privée. 41° 04′ 19″ N, 73° 23′ 20″ O.
- Calf Pasture Island : 41° 04′ 57″ N, 73° 23′ 02″ O
- Copps Island : située près de l'extrémité sud-est de Crow Island. 41° 03′ 32″ N, 73° 23′ 13″ O.
- Crow Island : située au sud-est de Chimon Island. 41° 03′ 40″ N, 73° 23′ 26″ O.
- Grassy Island : située au nord-est de Chimon Island. Propriété du gouvernement de la ville de Norwalk. L'île a une meilleure aire d'atterrissage pour bateaux que *l'île Shea. Ouvert au public de mai à Columbus Day. Les campeurs titulaires d'un permis peuvent passer la nuit dans l'un des quatre campings.41° 04′ 16″ N, 73° 22′ 55″ O.
- Goose Island : située à l'est de Grassy Island. Certains disent que des recherches scientifiques ont été effectuées sur l'île pour trouver un remède contre la fièvre jaune. D'autres disent que la petite cabane en pierre sur son rivage a été construite comme un guet d'espionnage pendant la Seconde Guerre mondiale. 41° 04′ 16″ N, 73° 22′ 19″ O.
- Hoyt Island : située près de la côte de Norwalk. 41° 04′ 26″ N, 73° 25′ 10″ O.
- Little Tavern Island : située à environ 150 m au nord-est de Tavern Island. 41° 03′ 47″ N, 73° 25′ 12″ O.
- Long Island : situé à environ 300 mètres à l'est de l'extrémité sud de Manressa Island. 41° 04′ 22″ N, 73° 24′ 12″ O.
- Peach Island : située à environ 100 m à l'est du quartier Harborview à South Norwalk. Cette île fait partie du McKinney Wildlife Refuge et est interdite aux visites. 41° 04′ 59″ N, 73° 24′ 20″ O.
- Sprite Island : située à environ 700 mètres  au nord de  Calf Pasture Island. Dans les années 1940, l'île était la résidence d'été d'un financier de New York. Il abrite le Sprite Island Yacht Club, qui a acheté l'île à son ancien propriétaire en 1952. Une falaise rocheuse se trouve à une extrémité de l'île et à une autre, une petite plage rocheuse protégée. Il faut environ 20 minutes pour parcourir toute l'île. 41° 05′ 24″ N, 73° 22′ 52″ O.
- Tavern Island : située à environ 1 000 mètres au nord de l'île Sheffield, elle possède un hôtel particulier avec terrain et allées. Le Showman Billy Rose était autrefois propriétaire de Tavern Island. 41° 03′ 38″ N, 73° 25′ 19″ O.
- Tree Hammock Island : située à environ 600 m au sud de Manressa Island et à 300 m au nord de Shea Island.41° 03′ 54″ N, 73° 24′ 19″ O.

## Galerie

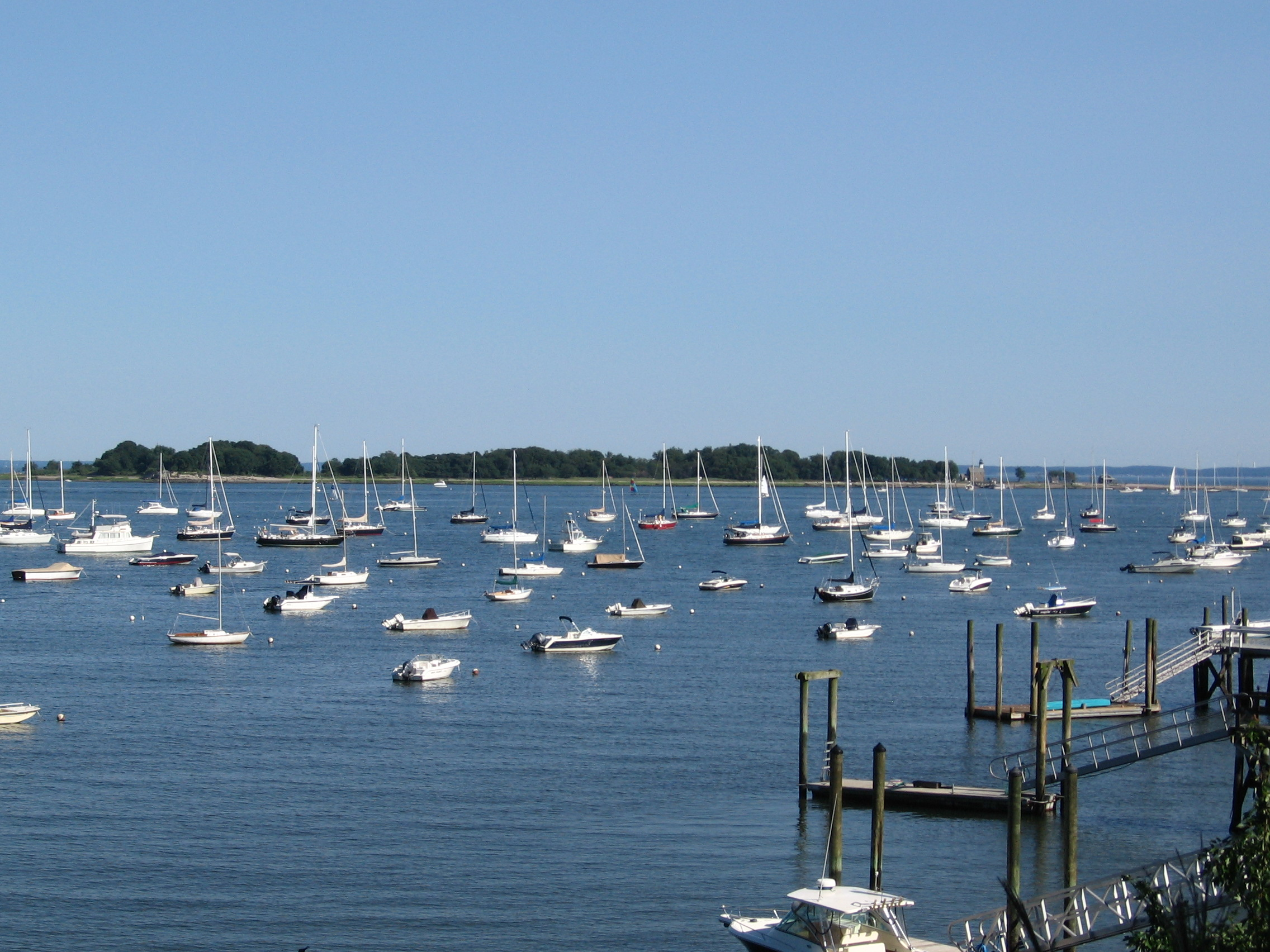
Sheffield Island
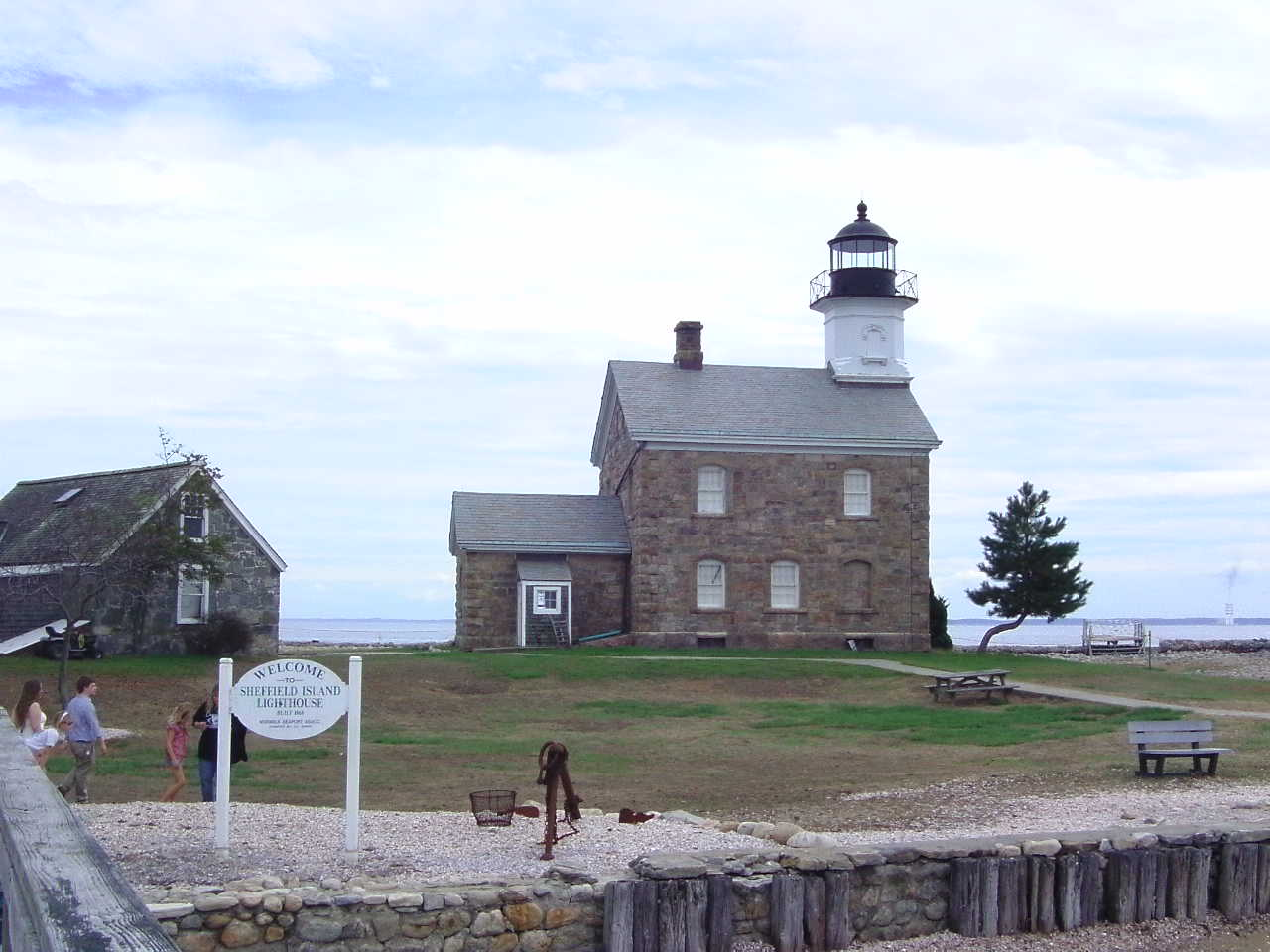
Le phare de Sheffield Island
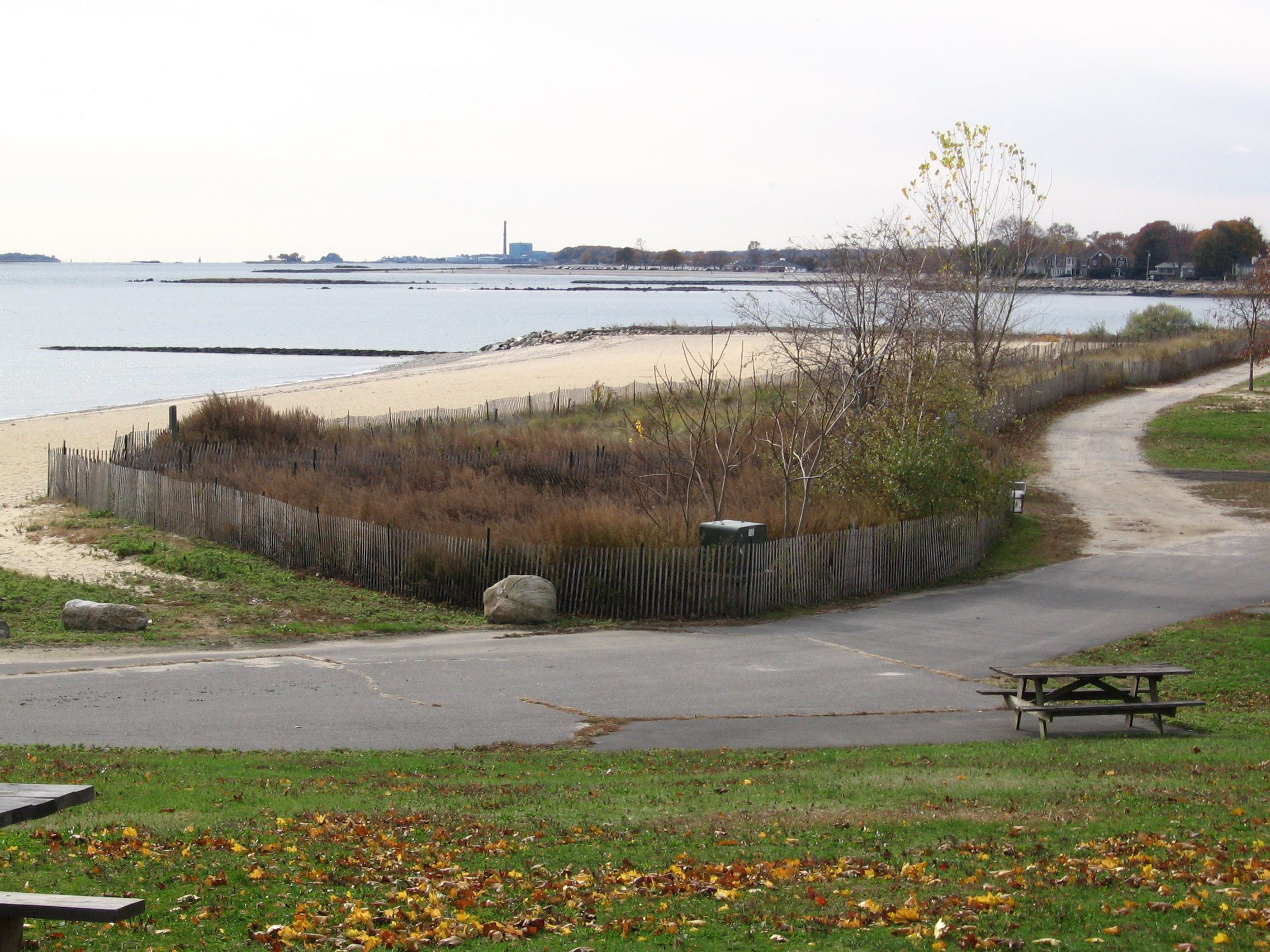
Manresa Island